# کاترین بوچر
کاترین بوچر (انگلیسی: Katherine Boecher؛ زاده ۱۰ اوت ۱۹۸۱) یک هنرپیشه است. وی از سال ۲۰۰۰ میلادی تاکنون مشغول فعالیت بوده‌است.
از فیلم‌های معروف او می‌توان به بازی در فیلم همسایه جاسوس اشاره کرد.